# جان غروبر
جان غروبر (بالتشيكية: Jan Gruber)‏ هو مجدف تشيكي، ولد في 15 مارس 1984 في براغ في التشيك.

## وصلات خارجية
- جان غروبر على موقع الاتحاد الدولي للتجديف (الإنجليزية)
- جان غروبر على موقع اللجنة الأولمبية الدولية (الإنجليزية)
- جان غروبر على موقع أوليمبيديا (الإنجليزية)
- جان غروبر على موقع اللجنة الأولمبية التشيكية (التشيكية)